# Raaketjärvi, Lappland
Raaketjärvi är en sjö i Gällivare kommun i Lappland och ingår i Kalixälvens huvudavrinningsområde. Sjön har en area på 0,0758 kvadratkilometer och ligger 449 meter över havet. Raaketjärvi ligger i Kaitum fjällurskog Natura 2000-område.

## Delavrinningsområde
Raaketjärvi ingår i det delavrinningsområde (750908-169188) som SMHI kallar för Mynnar i Vuotnajåkka. Medelhöjden är 463 meter över havet och ytan är 9,17 kvadratkilometer. Det finns ett avrinningsområde uppströms, och räknas det in blir den ackumulerade arean 14,58 kvadratkilometer. Vattendraget som avvattnar avrinningsområdet har biflödesordning 4, vilket innebär att vattnet flödar genom totalt 4 vattendrag innan det når havet efter 342 kilometer. Avrinningsområdet består mestadels av skog (20 procent) och sankmarker (78 procent). Avrinningsområdet har 0,16 kvadratkilometer vattenytor vilket ger det en sjöprocent på 1,8 procent.